# 大蔵村立大蔵中学校
大蔵村立大蔵中学校（おおくらそんりつ おおくらちゅうがっこう）は、山形県最上郡大蔵村にある公立中学校である。通称は大中。

## 概要
2009年に村内の中学校を統合した村唯一の中学校である。準へき地校に指定されている（県内唯一）。

## 沿革
- 2009年（平成21年）4月1日 - 大蔵村立沼台小中学校、大蔵村立肘折小中学校、大蔵村立大蔵中学校が統合して、新設の大蔵中学校が開校[3]

## 学区
- 大蔵村全域

## 生徒数・学級数
開校以降の生徒数と学級数の推移。括弧は特別支援学級の生徒数および学級数（内数）。
2023年度の生徒数は69人で、各学年は1学級編制である。県内の中学校では7番目に少ない。
2009年の開校以降、生徒数は減少傾向にある。2011年度から2017年度まではおおよそ90人台を維持していたが、その後70人まで減少した。2022年度は新入生が多かったため85人まで増加したが、翌2023年度は新入生が過去最少となったこともあり、総数も69人と過去最少となった。
| 年度     | 生徒数 | 生徒数 | 生徒数 | 学級数 | 出典   |
| 年度     | 男子   | 女子   | 計     | 学級数 | 出典   |
| -------- | ------ | ------ | ------ | ------ | ------ |
| 2009年度 | 49     | 67     | 116(4) | 6(2)   | [ 6 ]  |
| 2010年度 | 48     | 58     | 106(4) | 6(2)   | [ 7 ]  |
| 2011年度 | 44     | 48     | 92(2)  | 5(2)   | [ 8 ]  |
| 2012年度 | 42     | 40     | 82(3)  | 5(2)   | [ 9 ]  |
| 2013年度 | 48     | 45     | 93(3)  | 5(2)   | [ 10 ] |
| 2014年度 | 48     | 40     | 88(2)  | 5(2)   | [ 11 ] |
| 2015年度 | 58     | 37     | 95(3)  | 5(2)   | [ 5 ]  |
| 2016年度 | 61     | 32     | 93(4)  | 5(2)   | [ 5 ]  |
| 2017年度 | 64     | 30     | 94(6)  | 6(3)   | [ 5 ]  |
| 2018年度 | 51     | 35     | 86(4)  | 6(3)   | [ 5 ]  |
| 2019年度 | 39     | 34     | 73(4)  | 6(3)   | [ 5 ]  |
| 2020年度 | 38     | 35     | 73(3)  | 5(2)   | [ 5 ]  |
| 2021年度 | 34     | 36     | 70(4)  | 5(2)   | [ 5 ]  |
| 2022年度 | 47     | 38     | 85(3)  | 5(2)   | [ 5 ]  |
| 2023年度 | 33     | 36     | 69(2)  | 5(2)   | [ 5 ]  |